# معركة الفرقة 17
معركة الفرقة 17 هي معركة وقعت في يومي 24 و25 يوليو (تموز) 2014 في سوريا خلال الحرب الأهلية السورية عندما هاجمت الميليشيات التابعة لتنظيم الدولة الإسلامية في العراق والشام (داعش) قاعدة الفرقة 17 الواقعة شمالي محافظة الرقة في سوريا.

## التسلسل الزمني للأحداث
ظلت قاعدة الفرقة 17 التابعة للجيش السوري والواقعة شمال مدينة الرقة معزولة تمامًا منذ مارس (آذار) 2013 في وسط منطقة كانت تسيطر عليها الميليشيات التابعة للمعارضة السورية، حتى بدأ تنظيم الدولة الإسلامية في مهاجمة المناطق الخاضعة لميليشيات المعارضة اعتبارًا من سبتمبر (أيلول) 2013، وبحلول أوائل عام 2014، كانت محافظة الرقة قد سقطت بالكامل تقريبًا في أيدي تنظيم الدولة الإسلامية في العراق والشام (داعش). وفي صيف عام 2014، هاجم الجهاديون المنتمين إلى تنظيم داعش القواعد العسكرية المعزولة القليلة التي لا يزال الجيش السوري يسيطر عليها في المنطقة. وفي فجر يوم 24 يوليو (تموز) 2014، وبعد أسابيع قليلة من المناوشات، شن الجهاديون هجومًا واسعًا على قاعدة الفرقة 17، بدأ الهجوم بعملية انتحارية مزدوجة نفذها جهاديان سعوديان كان يقودان سيارة مفخخة، غير أنها فشلت في الوصول إلى أهدافها وانفجرت قبل الأوان. شن الجهاديون بعد ذلك هجومًا حاولوا من خلاله اختراق الجدار المحيط بالقاعدة، والذي كان متضررًا بالفعل بسبب الاشتباكات السابقة. أرسلت القوات المُسلحة السورية طائرات ومروحيات لدعم عناصر الفرقة 17 المحاصرين في القاعدة. استمرت الاشتباكات قرابة يومين، وفي مساء يوم 25 يوليو (تموز) 2014 قرر أفراد الجيش السوري المحاصرين مغادرة القاعدة، غير أن عملية الانسحاب لم تُنفّذ بشكل جيد وسقط الجنود في كمين نصبه له مقاتلو تنظيم داعش، مما أدى إلى مقتل بعض عناصر الفرقة 17 وأسر بعضهم بينما تمكن عدد منهم من الفرار ولجأوا إلى القواعد الأخرى التابعة للجيش السوري مثل قاعدة اللواء 93 التي تقع على بعد حوالي ستين كيلومتراً إلى الشمال.
كانت معركة الفرقة 17 هي أكبر مواجهة دارت بين تنظيم الدولة الإسلامية والجيش السوري منذ بداية الحرب الأهلية السورية، فبحسب ما ذكره المرصد السوري لحقوق الإنسان ظل مئات الجنود السوريين يدافعون عن القاعدة. وبحسب ما ذكرته صحيفة السفير، فقد شارك في الهجوم 600 جندي مشاة من تنظيم الدولة الإسلامية و40 رجلاً من القوات المتسللة، بينما لم يكن يدافع عن القاعدة سوى 300 جندي من الجيش السوري النظامي.

## الخسائر البشرية
ذكر المرصد السوري لحقوق الإنسان في 26 يوليو (تموز) 2014 أن مئات الجنود المنتمين للجيش السوري النظامي والذين نجوا من معركة الفرقة 17 قد انسحبوا إلى أماكن آمنة، في حين أشار المرصد إلى أن هناك 200 آخرين كانوا في عداد المفقودين وأن ما لا يقل عن 85 شخصًا قتلوا، ومن بينهم 16 قتلوا في أثناء الاشتباكات، في حين قُتل ما لا يقل عن 19 شخصًا في التفجير الانتحاري المزدوج، كما قام مقاتلو تنظيم داعش بإعدام 50 من أفراد الجيش المُحاصرين أعدم العديد منهم بقطع الرأس. كانت هُناك العديد من الجثث والرؤوس المقطوعة الخاصة بجنود الجيش السوري معروضة في دوار النعيم بالرقة، وبحسب ما ذكرته تقارير المرصد السوري لحقوق الإنسان فإن خسائر داعش بلغت 28 قتيلا. وفي 7 أغسطس (آب) 2014، بعد اكتشاف جثث جديدة، قام المرصد السوري لحقوق الإنسان بمراجعة تقييمه وأكد أن 105 مقاتلًا من قوات الجيش السوري النظامي قتلوا أو أعدموا خلال معركة قاعدة الفرقة 17 بينما لا يزال 140 آخرين في عداد المفقودين وصرح المرصد السوري لحقوق الإنسان إنه لا يعرف ما إذا كان هؤلاء قد قُتلوا أم أنهم يختبئون في القرى المحيطة بالرقة، حيث أشار المرصد في تقريره أيضًا إلى أن عدة مئات من الأشخاص المنتمين لقوات الجيش السوري النظامي فروا إلى الشمال وتمكنوا من اللجوء إلى قاعدة اللواء 93 بالقرب من منطقة عين عيسى.
أعلن أحد أنصار تنظيم الدولة الإسلامية في وقت لاحق عبر حسابه على موقع التدوينات القصيرة تويتر عن قيام التنظيم بإعدام 75 شخصًا من أفراد الفرقة 17 بقطع رؤوسهم بعدما ألقى التنظيم القبض عليهم في منطقة أبو شارب. كان القيادي الجهادي الفرنسي التونسي أبو بكر الحكيم قد أصيب برصاص أحد القناصين خلال معركة الفرقة 17. وفي الأول من سبتمبر (أيلول) 2020 عُثر على مقبرتين جماعيتين في قرية الفرحانية الواقعة على بعد 6 كيلومتر جنوبي غربي مدينة عين عيسى بريف الرقة الشمالي ضمتا رفات 15 جنديًّا من أفراد الفرقة 17 واللواء 93.

## النتائج
نجح مقاتلي تنظيم الدولة الإسلامية في العراق والشام (داعش) في السيطرة على قاعدة الفرقة 17.